# گرپافلوکساسین
گرپافلوکساسین (به انگلیسی: Grepafloxacin) (با نام تجاری Raxar، توسط گلاسکو ولکام) یک ماده ضد باکتری فلوروکینولونی وسیع الطیف و خوراکی بود که برای درمان عفونت‌های باکتریایی مورد استفاده قرار می‌گرفت. گرپافلوکساسین به دلیل عوارض جانبی آن در طولانی شدن فاصله QT بر روی الکتروکاردیوگرام، منجر به مشکلات قلبی و ایست قلبی می‌شد و در سال ۱۹۹۹ از بازارها جمع‌آوری شد.

## سنتز

سنتز گرپافلوکساسین: